# Lijst van spelers van San Jose Earthquakes
Deze lijst omvat voetballers die bij de Amerikaanse voetbalclub San Jose Earthquakes of de voorloper van die club spelen of gespeeld hebben. De spelers zijn alfabetisch gerangschikt.

## A
- Jeff Agoos
- Chris Aloisi
- Arturo Álvarez
- Quincy Amarikwa
- Anthony Ampaipitakwong
- André Luiz
- Nana Attakora

## B
- Jeff Baicher
- Boris Bandov
- Devin Barclay
- Leandro Barrera
- Wade Barrett
- Steven Beitashour
- George Best
- David Bingham
- Paul Bravo
- Dario Brose
- Chris Brown
- Bobby Burling
- Preston Burpo
- Jon Busch

## C
- Dan Calichman
- Danny Califf
- Joe Cannon
- Ronald Cerritos
- Marvin Chávez
- Paul Child
- Brian Ching
- Ricardo Clark
- Ryan Cochrane
- Neil Cohen
- Jimmy Conrad
- Abdul Conteh
- Bobby Convey
- Jon Conway
- Milan Čop
- Ramiro Corrales
- Victor Cortez
- Dave Coskunian
- Tony Crescitelli
- Sam Cronin
- Steve Cronin
- Bill Crook
- Alberto Cruz
- John Cunliffe

## D
- Dimitrije Davidovic
- Brad Davis
- Simon Dawkins
- Troy Dayak
- Dwayne De Rosario
- Arthur Demling
- Eric Denton
- Tighe Dombrowski
- Tony Donatelli
- Landon Donovan
- Todd Dunivant

## E
- Eduardo
- Ronnie Ekelund
- Simon Elliott
- Michael Emenalo
- Gary Etherington

## F
- Charlie Fajkus
- Chance Fry
- Robby Fulton

## G
- Nick Garcia
- Dan Gargan
- Géovanni
- Joey Gjertsen
- Cornell Glen
- Gavin Glinton
- Kevin Goldthwaite
- Jan Goossens
- Alan Gordon
- Ned Grabavoy
- Kelly Gray
- Ariel Graziani
- Alan Green
- Andy Gruenebaum
- Iván Guerrero
- Henry Gutierrez

## H
- Ty Harden
- Atiba Harris
- Wes Hart
- Jason Hernandez
- Manny Hernandez
- Guus Hiddink
- Darren Huckerby
- Danny Hoesen

## I
- Zak Ibsen
- Ben Iroha
- Mike Ivanow

## J
- Omar Jasseh
- Ryan Johnson

## K
- Kei Kamara
- Jovan Kirovski
- Victor Kodelja
- Hans Kraay jr.

## L
- Jacques LaDouceur
- Manny Lagos
- Doc Lawson
- Terry Lees
- Chris Leitch
- Steven Lenhart
- Roger Levesque
- Eddie Lewis
- Francisco Gouvinho Lima
- Mark Liveric
- Lawrence Lozzano

## M
- Tim Martin
- Jimmy McAlister
- Brandon McDonald
- Noah Merl
- Alan Merrick
- Ane Mihailovich
- Johnny Moore
- Alejandro Moreno
- Tressor Moreno
- Justin Morrow
- Brian Mullan
- Richard Mulrooney

## N
- Julian Nash

## O
- Ronnie O'Brien
- Danny O'Rourke
- Pat Onstad
- Ike Opara

## P
- Pablo Campos
- Phil Parkes
- George Pastor
- Jean-Philippe Peguero
- Aaron Pitchkolan

## R
- Orlando Ramirez
- Peter Ressel
- António Ribeiro
- Bob Rigby
- James Riley
- Brad Ring
- Jamil Roberts
- Eddie Robinson
- Javier Robles
- Archie Roboostoff
- Brett Rodriguez
- Chris Roner
- Ian Russell

## S
- Shea Salinas
- Ramón Sánchez
- Scott Sealy
- Alejandro Sequeira
- Mark Sherrod
- Tom Silvas
- Adam Smarte
- Mauricio Solís
- Davide Somma
- Khari Stephenson
- Mike Stojanovic
- Chris Sullivan
- Wim Suurbier

## T
- Philip Tuttle
- James Twellman
- Kris Tyrpak

## V
- Marcelo Vega
- Nedžad Verlaševic
- Joe Vide
- Vítor Baptista
- Gerrit Vooys
- Igor Vrablic

## W
- Craig Waibel
- Jamil Walker
- Tim Ward
- Doug Wark
- Cameron Weaver
- Andrew Weber
- Detlef Webers
- Chris Wondolowski
- Mauricio Wright
- Eric Wynalda
- Marvell Wynne

## Z
- Mike Zaher